# جريجبان (مقاطعة دورة)
جريجبان (بالفارسية: ژریژبان) هي قرية تقع في قسم كشكان الريفي (مقاطعة دورة) في إيران. يقدر عدد سكانها بـ 490 نسمة بحسب إحصاء 2016.